# 1570
| [ Edytuj tabelę ]              | |
| Król Polski                    | - 1530 Zygmunt II August 1572 |
| Współksiążęta Andory           | - 1561 Pere de Castellet 1571 - 1555 Joanna d’Albret 1572 |
| Król Anglii                    | - 1558 Elżbieta I 1603 |
| Elektor Brandenburgii          | - 1535 Joachim II Hektor 1571 |
| Książę Bawarii                 | - 1550 Albrecht V 1579 |
| Sułtan Brunei                  | - 1521 Abdul Kahar 1575 |
| Cesarz Chin                    | - 1566 Longqing 1572 |
| Król Czech                     | - 1564 Maksymilian II Habsburg 1576 |
| Król Danii                     | - 1559 Fryderyk II 1588 |
| Dalajlama                      | - 1543 Sonam Gjaco 1588 |
| Cesarz Etiopii                 | - 1563 Sertse Dyngyl 1597 |
| Król Francji                   | - 1560 Karol IX 1574 |
| Król Hiszpanii                 | - 1556 Filip II 1598 |
| Landgraf Hesji-Kassel          | - 1567 Wilhelm IV Mądry 1592 |
| Hrabia Holandii                | - 1555 Filip II Habsburg 1572 |
| Stadhouder Holandii            | - 1567 Maksymilian z Hennin 1573 |
| Szach Iranu                    | - 1524 Tahmasp I 1576 |
| Państwo Wielkich Mogołów       | - 1556 Akbar 1605 |
| Władca Inków                   | - 1558 Titu Cusi Yupanqui 1571 |
| Król Irlandii                  | - 1558 Elżbieta I Tudor 1570 |
| Cesarz Japonii                 | - 1557 Ōgimachi 1586 |
| Kalif                          | - 1566 Selim II 1574 |
| Patriarcha Konstantynopola     | - 1565 Metrofan III 1572 |
| Władca Korei                   | - 1567 Sŏnjo 1608 |
| Książę Kurlandii i Semigalii   | - 1561 Gotthard Kettler 1587 |
| Sułtan Maroka                  | - 1557 Abdullah al-Ghalib 1574 |
| Senior Monako                  | - 1532 Honoriusz I 1581 |
| Król Nawarry                   | - 1555 Joanna d’Albret 1572 |
| Król Norwegii                  | - 1559 Fryderyk II 1588 |
| Sułtan Omanu                   | - 1560 Abd Allah ibn Muhammad 1624 |
| Elektor Palatynatu             | - 1559 Fryderyk III 1576 |
| Papież                         | - 1566 Pius V 1572 |
| Książę Parmy i Piacenzy        | - 1556 Oktawiusz Farnese 1586 |
| Król Portugalii                | - 1557 Sebastian 1578 |
| Książę w Prusach               | - 1568 Albrecht Fryderyk 1618 |
| Car Rosji                      | - 1547 Iwan IV Groźny 1584 |
| Cesarz Rzymski (niemiecki)     | - 1564 Maksymilian II Habsburg 1576 |
| Kapitanowie Regenci San Marino | - 1569 Ippolito Gombertini Sinibaldo Sinibaldi 1570 - 1570 Marc'Antonio Gozi Marc'Antonio Bonetti 1570 - 1570 Girolamo Giannini Ascanio di Giacomo Belluzzi 1571 |
| Elektor Saksonii               | - 1553 August Wettyn 1586 |
| Król Szkocji                   | - 1567 Jakub VI 1625 |
| Król Szwecji                   | - 1569 Jan III Waza 1592 |
| Król Tajlandii                 | - 1569 Maha Thammaracha Thirat 1590 |
| Sułtan Turków                  | - 1566 Selim II 1574 |
| Doża Wenecji                   | - 1567 Pietro Loredano 1570 - 1570 Alvise Mocenigo 1577 |
| Król Węgier                    | - 1540 Jan II Zygmunt Zápolya 1571 - 1563 Maksymilian II 1576 |

Rok 1570 / MDLXX
stulecia: XV wiek ~
XVI wiek ~
XVII wiek

lata: 1560 «
1565 «
1566 «
1567 «
1568 «
1569 «
1570
» 1571
» 1572
» 1573
» 1574
» 1575
» 1580

## Wydarzenia w Polsce
- 15 marca – biskup kujawski Stanisław Karnkowski ogłosił tzw. Statuty Karnkowskiego (lub Konstytucje Gdańskie), potwierdzone przez Sejm 20 czerwca 1570, precyzujące zwierzchnie prawa króla polskiego i Rzeczypospolitej w Gdańsku oraz na morzu. Władze Gdańska protestowały, gdyż statuty były sprzeczne z przywilejami Gdańska.
- 14 kwietnia – podpisano ugodę sandomierską gwarantującą wszystkim odmianom protestantyzmu (z wyłączeniem braci polskich) wzajemną tolerancję religijną.
- 29 kwietnia–11 lipca – w Warszawie obradował sejm[1].
- 18 lipca – otwarto Kolegium Jezuickie w Wilnie.
- 13 grudnia – zawarto pokój w Szczecinie, kończący I wojnę północną. Koniec walk o Inflanty, które podzielono między Rosję, Polskę, Szwecję i Danię.

## Wydarzenia na świecie
- 2 stycznia – w zemście za tajne pertraktacje rady miejskiej Nowogrodu Wielkiego z Litwą do miasta wkroczył car Iwan Groźny na czele oddziałów opriczników, którzy rozpoczęli trwające 5 tygodni grabieże i mordy tysięcy mieszkańców.
- 23 stycznia – został zamordowany James Stewart, 1. hrabia Moray, regent małoletniego króla Szkocji Jakuba I Stuarta.
- 25 lutego – papież Pius V ekskomunikował królową Anglii Elżbietę I.
- 4 maja – w Pradze król Hiszpanii Filip II ożenił się po raz czwarty z Anną, córką cesarza Maksymiliana II.
- 20 maja – w Antwerpii został wydany pierwszy nowożytny atlas świata Theatrum orbis terrarum.
- 22 czerwca – wojna litewsko-rosyjska: w Moskwie zawarto rozejm pomiędzy Rzecząpospolitą a Wielkim Księstwem Moskiewskim. Rozejm ten, mający obowiązywać przez 3 lata, oraz zawarty pół roku później pokój w Szczecinie między Szwecją, Danią i Lubeką zakończył I wojnę północną o hegemonię na Morzu Bałtyckim.
- 14 lipca – ustanowienie Wiecznego Kanonu mszy świętej tzw. trydenckiej przez papieża Piusa V w bulli Quo Primum Tempore.
- 8 sierpnia – podpisano pokój w Saint Germain, w trakcie wojen religijnych we Francji.
- 9 września – wojna wenecko-turecka: Turcy zdobyli stolicę Cypru Nikozję i dokonali masakry obrońców i mieszkańców.
- 18 września – wojna wenecko-turecka: Turcy rozpoczęli oblężenie Famagusty na Cyprze.
- 1 listopada – wskutek tzw. powodzi Wszystkich Świętych, wywołanej sztormem na Morzu Północnym, na wybrzeżu Holandii i Niemiec zginęło około 20 tys. osób.
- Zakończyły się wojny inflanckie.

## Urodzili się
- 13 kwietnia – Guy Fawkes, angielski katolik, członek Spisku Prochowego (zm. 1606)
- przed 1 lipca – Aleksander Ostrogski, książę i wojewoda wołyński (zm. 1603)
- 22 sierpnia – Franz von Dietrichstein, biskup ołomuniecki i kardynał (zm. 1636)
- 4 października – Péter Pázmány, węgierski filozof, kardynał, teolog; kontrreformator (zm. 1637)

- data dzienna nieznana: 
  - Robert Ayton, poeta szkocki (zm. 1638)
  - Rodrigo Calderón, kawaler orderu Santiago, hiszpański polityk, faworyt księcia Lerma (zm. 1621)
  - Tomasz Dolabella, malarz włoski, jeden z głównych twórców malarstwa barokowego w Polsce (data narodzin sporna lub przybliżona) (zm. 1650)
  - Filip Fabricius, czeski urzędnik i szlachcic, ofiara II defenestracji praskiej (zm. 1632)
  - Hieronim Jazłowiecki, dziedzic Jazłowca, poseł na sejm i do Turcji, wojewoda podolski, starosta czerwonogrodzki i sokalski (zm. 1607)
  - Piotr Konaszewicz-Sahajdaczny, hetman kozaków rejestrowych (zm. 1622)
  - Mikołaj Pac, biskup żmudzki (zm. 1624)
  - Asprilio Pacelli, włoski kompozytor; od 1603 mieszkał w Polsce, gdzie był członkiem, a następnie dyrygentem kapeli królewskiej (zm. 1623)
  - Phineas Pett, angielski XVI/XVII-wieczny szkutnik (zm. 1647)
  - Salamone Rossi, kompozytor na dworze w Mantui (zm. 1630)
  - Andrzej Rozdrażewski, współfundator klasztoru klarysek w Bydgoszczy, dobroczyńca bydgoskich bernardynów, właściciel księgozbioru (zm. 1631)
  - Samuel Szymon Sanguszko, książę, wojewoda miński, potem witebski, pisarz (zm. 1638)
  - Janusz Tyszkiewicz Skumin, pisarz wielki litewski, wojewoda mścisławski, trocki, i wileński; starosta bracławski (zm. 1642)
  - Gillis van Valckenborch, flamandzki malarz (zm. 1622)

## Zmarli
- 6 stycznia – Samuel von Waldeck, był drugim synem hrabiego Filipa IV Waldeck-Wildungen (ur. ok. 1528).
- 8 stycznia – Philibert Delorme, francuski architekt okresu renesansu (ur. ok. 1510).
- 25 marca – Johann Walter, był najwybitniejszą postacią muzyki protestanckiej (ur. 1496).
- 3 maja – Pietro Loredano, doża Wenecji (ur. 1482).
- 28 czerwca – Francesco Pisani, włoski kardynał (ur. 1494).
- 1 lipca – Zofia Tarnowska, córka hetmana Jana Tarnowskiego i jego trzeciej żony Zofii Szydłowieckiej (ur. 1534).
- 3 lipca – Aonio Paleario, włoski działacz reformacyjny, teolog luterański (ur. 1500).
- 12 lipca – Arseniusz Nowogrodzki, święty mnich prawosławny.
- 15 lipca – Czterdziestu męczenników z Brazylii, grupa kapłanów, którzy ponieśli śmierć męczeńską.
- 15 lipca – Ignacy de Azevedo, portugalski jezuita, błogosławiony Kościoła katolickiego (ur. 1527).
- 11 września – Johann Brenz, niemiecki teolog i działacz reformacyjny, reformator Szwabii (ur. 1499).
- 1 października – Frans Floris, niderlandzki malarz, rysownik, rytownik, drukarz i wydawca (ur. 1516).
- 3 października – Hieronymus Cock, niderlandzki malarz, rysownik i rytownik okresu manieryzmu (ur. 1510).
- 27 listopada – Jacopo Sansovino, włoski rzeźbiarz i architekt doby manieryzmu (ur. 1486).
- 15 grudnia – Fryderyk III, książę legnicki (ur. 1520)

- data dzienna nieznana: 
  - François Bonivard, genewski patriota, duchowny, historyk (ur. 1496)
  - Anikiej Stroganow, przedstawiciel rodu Stroganowów (ur. 1497).
  - Jaremy Benzon, mediolańczyk, podróżnik, pisarz (ur. 1519).
  - Stanisław Grzepski, matematyk, filolog klasyczny (grecysta), historyk, numizmatyk i profesor Akademii Krakowskiej (ur. 1524).
  - Korneliusz Pskowsko-Pieczerski, mnich, męczennik, święty Kościoła prawosławnego (ur. 1501).
  - Francesco Primaticcio, włoski malarz, rzeźbiarz, architekt i dekorator działający głównie we Francji (ur. 1504).
  - Tielman Susato, kopista muzyczny, instrumentalista, kompozytor, wydawca muzyczny i dyplomata (ur. 1510).